# Lluís I de Savoia
Lluís I de Savoia (Ginebra, Ducat de Savoia 1413 - Lió, França 1465) fou el duc de Savoia entre 1440 i 1465.

## Antecedents familiars
Va néixer el 1413 a la ciutat de Ginebra, que en aquells moments formava part del Ducat de Savoia i que avui en dia forma part de Suïssa, sent fill del duc Amadeu VIII de Savoia i Maria de Borgonya.
Era net per línia paterna del comte Amadeu VII de Savoia i Bonna de Berry, i per línia materna de Felip II de Borgonya i Margarida III de Flandes. El matrimoni de la seva germana Margarida l'emparentà amb Lluís III d'Anjou.
Morí el 29 de gener de 1465 a la ciutat de Lió.

## Ascens al ducat
El 1440 el seu pare es retirà a la vida contemplativa, sent escollit posteriorment antipapa amb el nom de Fèlix V, i cedí els seus drets sobre el Ducat de Savoia a Lluís. El 1444 rebé de mans del seu germà Felip de Savoia els drets sobre el comtat de Ginebra, drets que transferí el 1460 al seu tercer fill, Lluís de Savoia.
El 1453 va rebre de mans de Margarida de Charny el Sant Sudari, relíquia actualment exposada a la catedral de Torí i que fou propietat de la Dinastia Savoia fins al 1946, moment en el qual es desintegrà el Regne d'Itàlia. L'any 1983 fou cedida a la Santa Seu

## Núpcies i descendents
Es va casar el 12 de febrer de 1434 a la ciutat de Chambéry amb Anna de Lusignan, filla de Joan II de Xipre i Carlota de Borbó-La Marca. D'aquesta unió tingueren:
- Amadeu IX de Savoia (1435-1472), duc de Savoia
- Maria de Savoia (1436-1437)
- Lluís de Savoia (1436-1482), comte de Ginebra i rei de Xipre; casat el 1447 amb Annabela d'Escòcia i el 1459 amb Carlota de Xipre
- Felip II de Savoia (1438-1497), duc de Savoia
- Margarida de Savoia (1439-1483), casada el 1458 amb Joan IV de Montferrat i el 1466 amb Pere II de Brienne
- Joan II de Ginebra (1440-1491), comte de Ginebra
- Pere de Savoia (1440-1458), bisbe de Ginebra
- Joan de Faucigny (1440-1491)
- Carlota de Savoia (1441-1483), casada el 1451 amb el rei Lluís XI de França
- Aimone de Savoia (1442-1443)
- Jaume de Savoia (1445)
- Agnès de Savoia (1445-1508)
- Joan Lluís de Savoia (1447-1482), bisbe de Ginebra
- Maria de Savoia (1448-1475)
- Bonna de Savoia (1449-1503), casada el 1468 amb Galeazzo Maria Sforza
- Jaume de Romont (1450-1486)
- Anna de Savoia (1452)
- Francesc de Savoia (1454-1490), arquebisbe
- Joana de Savoia